# Eric Bruskotter
Eric Bruskotter (* 22. März 1966  in Fort Wayne, Indiana) ist ein US-amerikanischer Schauspieler.

## Leben
Eric Bruskotter ist vor allem bekannt für seine Rolle als Rookie-Catcher der Cleveland Indians, Rube Baker, in Die Indianer von Cleveland II und Zweite Liga – Die Indianer von Cleveland sind zurück sowie für seine Rollen als Private Scott Baker in der Fernsehserie Tour of Duty und als „Big John'“ in Can’t Buy Me Love. Er ist verheiratet mit Tami-Adrian George, die er 1997 bei den Dreharbeiten zum Science-Fiction-Film Starship Troopers kennenlernte.
Er hat einen Zwillingsbruder, Karl Bruskotter, der auch als Schauspieler tätig ist.

## Filmografie
| Jahr      | Titel                                                | Rolle                              | Bemerkungen              |
| --------- | ---------------------------------------------------- | ---------------------------------- | ------------------------ |
| 1985      | Unglaubliche Geschichten                             | Stan                               | Fernsehserie             |
| 1986      | Mr. Belvedere                                        | Jock #1                            |                          |
| 1987      | Can't Buy Me Love                                    | Big John                           |                          |
| 1987      | NAM – Dienst in Vietnam                              | Pvt. Scott Baker / SP4 Scott Baker | Fernsehserie (1987–1989) |
| 1988      | Rented Lips                                          | Farrell’s Goons                    |                          |
| 1988      | Krieg der Welten                                     | Jefferson                          | Fernsehserie             |
| 1989      | Head of the Class                                    | Buzz                               | Fernsehserie             |
| 1989      | Not Quite Human II                                   | Rick, Bus Punk                     |                          |
| 1990      | Nobody's Perfect                                     | Stanley                            |                          |
| 1990      | Cheers                                               | Cutter Gardner                     | Fernsehserie             |
| 1990      | Teen Angel Returns                                   | Kevin Donato                       | Fernsehserie             |
| 1990      | Sweet poison                                         | JJ                                 | Fernsehfilm              |
| 1991      | Zurück in die Vergangenheit                          | Beau / Red / Glen                  | Fernsehserie (1991–1993) |
| 1992      | Wunderbare Jahre                                     | Bully // Football Player           | Fernsehserie             |
| 1993      | Dragon – Die Bruce Lee Story                         | Joe Henderson                      |                          |
| 1993      | In the Line of Fire                                  | Young Agent                        |                          |
| 1994      | Die Indianer von Cleveland II                        | Rube Baker                         |                          |
| 1994      | Beverly Hills, 90210                                 | Belligerent Guy                    | Fernsehserie             |
| 1995      | Crimson Tide – In tiefster Gefahr                    | Bennefield                         |                          |
| 1995      | Walker, Texas Ranger                                 | Jonah Nelson / Joey O'Bannon       | Fernsehserie (1995–1997) |
| 1995      | JAG – Im Auftrag der Ehre                            | Drum                               | Fernsehserie             |
| 1996      | The Fan                                              | Catcher                            |                          |
| 1997      | Starship Troopers                                    | Breckinridge                       | Movie                    |
| 1998      | Zweite Liga – Die Indianer von Cleveland sind zurück | Rube Baker                         | Movie                    |
| 2006      | Bring It On: All or Nothing                          | Tim Allen                          | Movie                    |
| 2008      | How I Met Your Mother                                | George                             | Fernsehserie             |
| 2010      | Nude Nuns with Big Guns                              | Tyrone                             | Fernsehfilm              |
| 2011      | Navy CIS                                             | Lester (Truck Driver)              | Fernsehserie             |
| 2011–2012 | Glee                                                 | Cooter Menkins                     | Fernsehserie             |